# 5279 Arthuradel
5279 Arthuradel eller 1988 LA är en asteroid i huvudbältet som upptäcktes 8 juni 1988 av den amerikanske astronomen Tim A. Rodriquez vid Palomar-observatoriet. Den är uppkallad efter den amerikanske astronomen Arthur Adel.
Asteroiden har en diameter på ungefär 7 kilometer.